# X-8 (ロケット)
エアロジェット・ジェネラル X-8
- 用途：上層大気調査機
- 製造者：エアロジェット・ジェネラル
- 運用者** NACA・NASA
  - アメリカ空軍
  - アメリカ海軍
- 初飛行：1947年11月24日[1][2]
- 生産数：108基

エアロジェット・ジェネラル X-8 (Aerojet General X-8) はアメリカ合衆国の開発した観測ロケット。エアロジェット社が開発し、初打ち上げは1947年11月24日。分類上はXナンバーが与えられている。
アメリカ空軍向けの高層大気観測用ロケットとして開発された。単段式液体燃料ロケットであり、固体ロケットブースタを付加して用いられた。姿勢制御はスピン安定法をとる。機体の尾部には3枚のアルミニウム製安定翼を設けられている。先端部の観測機器ペイロードは約70kg。発射時は87度の角度に立てられた発射レールを用いる。
X-8としての生産数は108基。搭載エンジンが異なるサブタイプがあり、X-8：68機、X-8A：34機、X-8B：1機、X-8C：2機、X-8D：3機となっている。X-8は観測ロケット・エアロビーに発展し、この派生型は1985年までに1,000基以上が打ち上げられた。

## 要目
- 全長：6.16m
- 胴体直径：0.38m
- 全幅：1.6m
- 自重：61kg
- 全備重量：498kg
- エンジン：液体ロケットエンジン（推力 1.2t 燃焼時間40秒）

ブースター：固体ロケット（推力 8.2t 燃焼時間2.5秒）
- 最大速度：マッハ6
- 最大到達高度：約222km